# Юсифов, Ахмед Эльшад оглы
Ахмед Эльшад оглы Юсифов (азерб. Əhməd Elşad oğlu Yusifov; род. 31 мая 1999, Гёйчай) — азербайджанский дзюдоист. Бронзовый призёр чемпионата Европы 2025. Член сборной Азербайджана по дзюдо.

## Биография
Ахмед Юсифов родился 31 мая 1999 года в Геокчае. С шести лет живёт в Баку. Дзюдо начал заниматься в восемь лет в спортивном клубе «Локомотив». Позже поступил в Республиканский олимпийский спортивный лицей, где продолжил тренировки под руководством Наги Бабаева. Позже тренировался у Ниджата Шихализаде, который и сформировал интерес юного Ахмеда к большому спорту.
Выступая в весовых категориях до 30 и 34 килограммов, Ахмед становился победителем первенств Баку. В 2015 году, выступая в категории до 55 килограммов, он дошёл до финала чемпионата Азербайджана. Это достижение позволило ему войти в состав национальной сборной, в составе которой в марте 2016 года Юсифов одержал победу на Кубке Европы среди кадетов, проходившем в Анталье (Турция), а уже через месяц повторил результат в Теплице (Чехия). В мае он занял третье место на Кубке Европы среди кадетов в Бельско-Бяла (Польша). В июле того же года на проходившем в Вантаа (Финляндия) чемпионате Европы среди кадетов он вновь поднялся на высшую ступень пьедестала почёта, где сборная Азербайджана уступила в командном зачёте только России. По итогам 2016 года Ахмед Юсифов завершил сезон в статусе лидера мирового рейтинга в своей весовой категории.
В апреле 2019 года в Линьяно завоевал золотую медаль на Кубке Европы среди юниоров. В июле этого же году взял золото на Кубке Европы среди юниоров в Берлине. 
Также в сентябре 2019 году Юсифов выиграл бронзу на чемпионате Европы среди юниоров в Вантаа. В октябре же 2019 года он завоевал золото на семпионате мира среди юношей до 21 года в Марракеше.
В феврале 2022 года на турнире European Open в Варшаве завоевал золотую медаль. В апреле этого же года принимал участие на чемпионате Европы в Софии, но в 1/8 финала уступил Йорре Ферстрэтену из Бельгии. В марте 2023 года выиграл бронзу турнира Большом шлема в Ташкенте, а в августе этого же года на Гран-при в Загребе завоевал серебряную медаль. Юсифов выиграл серебро на Гран-при 2024 года в Загребе, а также бронзу турнира Большом шлеме 2025 года в Баку.
В ноябре 2024 года выиграл серебро на чемпионате Азербайджана.
В апреле 2025 года стал бронзовым призёром чемпионата Европы в Подгорице, одолев в схватке за бронзу чемпиона мира 2023 года и действующего чемпиона Европы Франсиско Гарригоса из Испании.